# Mona Lisa Descending a Staircase
Mona Lisa Descending a Staircase é um filme de animação em curta-metragem estadunidense de 1992 dirigido e escrito por Joan C. Gratz. Venceu o Oscar de melhor curta-metragem de animação na edição de 1993.